# Nagrada sklada Josipa Jurčiča
Nagrada Sklada Josipa Jurčiča je bila nagrada, ki jo je med letoma 1994 in 2013 podeljeval sklad, ki je nosil ime Josipa Jurčiča. Nagrado so izročali na Jurčičev rojstni dan, 4. marca.
Sklad Josipa Jurčiča sta decembra 1993 ustanovila skupščina Nove revije in upravni odbor Društva slovenskih pisateljev (DSP) za financiranje nagrad in štipendij za novinarje, svobodne publiciste in urednike. Leta 2008 je DSP izstopil iz sklada. Leta 2014 je šla Nova revija v stečaj.

## Primerjava z ostalimi novinarskimi nagradami
Bila je druga novinarska nagrada po Tomšičevi nagradi Društva novinarjev Slovenije (DNS), ki so jo podeljevali med letoma 1953 in 2012. Tomšičeva nagrada se je leta 1994 preimenovala v Consortium veritas - Bratstvo resnice. DNS od leta 2013 podeljuje nagrado čuvaj/watchdog. Ob njih se je leta 2011 pojavilo priznanje Boruta Meška Združenja novinarjev in publicistov (ZNP).

## Prejemniki
| Leto | Ime                                                                                     | opombe |
| ---- | --------------------------------------------------------------------------------------- | --- |
| 1994 | Viktor Blažič Danilo Slivnik                                                            | |
| 1995 | Lidija Hren Stanislav Kovač                                                             | Hren (TVS) in Kovač (Mladina)                                                                                                   |
| 1996 | Alenka Zor Simoniti Lado Ambrožič                                                       | oba TVS |
| 1997 | Alenka Puhar Janez Markeš Bernard Nežmah                                                | Puhar (Delo), Markeš (urednik Maga) in Nežmah (Mladina)                                                                         |
| 1998 | Peter Jančič Sandi Čolnik Rosvita Pesek                                                 | Jančič (Večer), Čolnik in Pesek (TVS)                                                                                           |
| 1999 | program Ars                                                                             | |
| 2000 | Uroš Slak Jože Horvat                                                                   | Slak (TVS) in Horvat (Mag) |
| 2001 | Dejan Steinbuch Darka Zvonar Predan                                                     | Steinbuch (Mag) in Zvonar Predan (Večer)                                                                                        |
| 2002 | Jože Možina Miro Petek                                                                  | Možina (TVS) in Petek (Večer)                                                                                                   |
| 2003 | Ivan Puc Radio 2/Agora                                                                  | radio iz Celovca |
| 2004 | Jože Možina                                                                             | za oddajo Zamolčani - moč preživetja                                                                                            |
| 2005 | Helena Koder Alenka Puhar Silvester Šurla                                               | |
| 2006 | Ženja Leiler Matej Makarovič                                                            | Leiler (Delo) |
| 2007 | Horst Ogris Jaroslav Skrušny Edvard Žitnik                                              | Žitnik in Skrušny (TVS), Ogris (slov. program ORF v Celovcu)                                                                    |
| 2008 | Silvester Šurla Nenad Glücks Biserka Karneža Cerjak Igor Kršinar Brigite Ferlič Žgajnar | nekdanji novinarji revije Mag: v.d.odg. urednika (Šurla) in ostali                                                              |
| 2009 | Peter Bedjanič Bernard Nežmah                                                           | |
| 2010 | Ivo Jevnikar Stanislav Kovač                                                            | Jevnikar za svoje delo med Slovenci na Tržaškem in v Primorju, Kovač za svoje delo kot gospodarski kolumnist v dnevniku Finance |
| 2011 | Peter Frankl Uroš Urbas Simona Toplak                                                   | Frankl, odg. urednik časnika Finance, in njegova namestnika                                                                     |
| 2012 | Marko Crnkovič Peter Rak Vinko Vasle Uroš Urbanija                                      | Crnkovič (kolumnist Dela, Financ, Žurnala, Dnevnika) Vasle (Reporter)                                                           |
| 2013 | Darja Korez Korenčan Matevž Tomšič Ivan Štuhec                                          | |